# La moglie più bella
La moglie più bella è un film del 1970 diretto da Damiano Damiani, liberamente ispirato alle vicende di Franca Viola.

## Trama
Sicilia. Francesca Cimarosa è una ragazza quattordicenne, figlia di contadini, di cui si innamora Vito Juvara, mafioso ricco ed in ascesa. I genitori di lei sono orgogliosi di dare al boss la mano della figlia. Lei, molto innamorata, acconsente a fidanzarsi, ma ben presto scopre il maschilismo del fidanzato e si ribella fino a respingerlo del tutto. La reazione di lui è quella di violentare la promessa sposa per costringerla al matrimonio riparatore.
Ma Francesca reagisce: trova il coraggio di ribellarsi ai genitori succubi delle arcaiche convenzioni, andando dai carabinieri a sporgere denuncia. La denuncia della violenza suscita scandalo e stenta ad andare avanti, perché i genitori e persino il fratellino, rapito insieme a lei, rifiutano di firmare la deposizione della ragazza, che si trova a portare avanti la battaglia da sola, praticamente ripudiata dalla famiglia ed emarginata da tutti. Nonostante tutto, Francesca è ancora innamorata, e salva la vita al boss quando il clan rivale degli Amantia le propone di tendergli un'imboscata per ucciderlo. Alla fine il padre di Francesca cede, firma la denuncia assieme alla moglie e Vito viene arrestato.

## Produzione
Girato prevalentemente a Cinisi, alcune scene vennero girate a Partinico, Trappeto e anche tra le rovine di Gibellina e Santa Ninfa.
Il film è ispirato alla vicenda di Franca Viola, prima donna a rifiutare il matrimonio riparatore, e divenuta simbolo della crescita civile dell'Italia nel secondo dopoguerra e dell'emancipazione delle donne italiane. La vicenda in realtà si svolse nel 1965, ma nel film è ambientata dopo il terremoto del Belice del 1968.

## Cast
Questo film segna l'esordio di Ornella Muti, all'età di soli 14 anni, qui doppiata da Loretta Goggi. Il regista è Damiano Damiani, che torna a parlare di Sicilia dopo il successo del film di due anni prima, Il giorno della civetta. L'attore Alessio Orano, cinque anni dopo l'uscita del film, diventerà realmente il marito di Ornella Muti, matrimonio celebrato nel 1975 e durato fino al 1981.

## Colonna sonora
La colonna sonora del film è stata composta da Ennio Morricone e prodotta in CD dall'etichetta Cinevox nel 2017. È organizzata in 15 tracce per un totale di 29:51.
| 1  | La Moglie Più Bella (Original Single - Side A)            | 2:09 |
| 2  | La Moglie Più' Bella (Rapimento In Campo Aperto)          | 1:21 |
| 3  | La Moglie Più Bella (Vito E Francesca)                    | 2:21 |
| 4  | La Moglie Più Bella (Nascosta)                            | 0:28 |
| 5  | La Moglie Più Bella (Dramma Lontano)                      | 2:36 |
| 6  | La Moglie Più Bella (Intimità)                            | 1:18 |
| 7  | La Moglie Più Bella (Lupara)                              | 1:06 |
| 8  | La Moglie Più Bella (In Campo Aperto)                     | 1:42 |
| 9  | La Moglie Più Bella (Sguardi Torbidi)                     | 1:37 |
| 10 | La Moglie Più Bella (Ritrovata)                           | 1:22 |
| 11 | Tema Di Francesca (Original Single - Side B)              | 2:52 |
| 12 | La Moglie Più Bella (Amore Triste)                        | 2:02 |
| 13 | La Moglie Più Bella (In Campo Aperto - Alternate Version) | 3:43 |
| 14 | La Moglie Più Bella (Infinita Malinconia)                 | 2:20 |
| 15 | Tema Di Francesca (Alternate Version)                     | 2:22 |